# Liste d'éditeurs de jeux vidéo
Cette liste contient le nom d'éditeurs de jeux vidéo qui existent actuellement ou qui ont existé dans le passé.
- Haut – A
- B
- C
- D
- E
- F
- G
- H
- I
- J
- K
- L
- M
- N
- O
- P
- Q
- R
- S
- T
- U
- V
- W
- X
- Y
- Z

## 0-9
- 07th Expansion (Japon)
- 11 bit studios (Pologne)
- 1C Company (Russie)
- 1492 Studio (France)
- 2K Games (États-Unis)
- 2K Play (États-Unis)
- 2K Sports (États-Unis)
- 21st Century Entertainment (États-Unis)
- 3D Realms (États-Unis)
- 3DO Company, The (États-Unis)
- 505 Games (Italie)
- 5pb. (Japon)
- 7th Level (États-Unis)
- 989 Studios (États-Unis)

## A
- Aackosoft (Pays-Bas)
- ABC Software (Suisse)
- Absolute Entertainment (États-Unis)
- Access Software (États-Unis)
- Acclaim Entertainment (États-Unis)
- Accolade (États-Unis)
- Acornsoft (Royaume-Uni)
- Acquire (Japon)
- Active Gaming Media (Japon)
- Activision (États-Unis)
- Activision Blizzard (États-Unis)
- Addictive Games (Royaume-Uni)
- ADK (Japon)
- Adult Swim Games (États-Unis)
- Adventure Company, The (Canada)
- Adventure International (États-Unis)
- Adventure Soft (Royaume-Uni)
- Aeria Games (Allemagne)
- Affect (Japon)
- Ageod (France)
- Agetec (États-Unis)
- Akella (Russie)
- Aksys Games (États-Unis)
- Alawar Entertainment (Russie)
- Alchemist (Japon)
- AliceSoft (Japon)
- AlphaDream (Japon)
- Alphapolis (Japon)
- Alternative Software (Royaume-Uni)
- Altron (Japon)
- Ambrosia Software (États-Unis)
- American Game Cartridges (États-Unis)
- American Laser Games (États-Unis)
- AMI (Japon)
- Amiga (États-Unis)
- Amplitude Studios (France)
- Amsoft (Royaume-Uni)
- Anco (Royaume-Uni)
- Andamiro (Corée du Sud)
- Animoca (Hong Kong)
- Ankama Games (France)
- Annapurna Interactive (États-Unis)
- Anuman Interactive (France)
- Apogee Software (États-Unis)
- AQ Interactive (Japon)
- Aquaplus (Japon)
- Arc System Works (Japon)
- ARG Informatique (France)
- Arika (Japon)
- Armor Games (États-Unis)
- Arush Entertainment (États-Unis)
- ASC Games (États-Unis)
- Ascaron Entertainment (Allemagne)
- ASCII (Japon)
- Asmik Ace Entertainment (Japon)
- Aspyr (États-Unis)
- Asymmetric Publications (États-Unis)
- Atari (France)
- Atari Corporation (États-Unis)
- Atari Games (États-Unis)
- Atari Inc. (États-Unis)
- Atari Inc. (filiale d'Atari SA) (États-Unis)
- Atari Interactive (États-Unis)
- Atari SA (France)
- Athena (Japon)
- Atlantis Interactive Entertainment (France)
- Atlus (Japon)
- Attic Entertainment Software (Allemagne)
- Automated Simulations (États-Unis)
- Avalon Hill (États-Unis)
- Aztech New Media (États-Unis)

## B
- Bally Midway Manufacturing Company (États-Unis)
- Bam! Entertainment (États-Unis)
- Bandai (Japon)
- Bandai Namco Entertainment (Japon)
- Banpresto (Japon)
- Battlefront.com (États-Unis)
- BBC Multimedia (Royaume-Uni)
- Bethesda Softworks (États-Unis)
- BHV Software (Allemagne)
- Bigben Interactive (France)
- Bigpoint (Allemagne)
- Bishop (Japon)
- BitRabbit (Irlande)
- Black Bean Games (Italie)
- Black Pearl Software (États-Unis)
- Blackstar Interactive (Allemagne)
- Bleu-ciel informatique (France)
- Blizzard Entertainment (États-Unis)
- Blue Byte (Allemagne)
- Blue Mammoth Games (États-Unis)
- Blue Planet Software (États-Unis)
- BMG Interactive (États-Unis)
- Bohemia Interactive (Tchéquie)
- Bonnier Multimedia (Suède)
- Bottom Up (Japon)
- Brøderbund Software (États-Unis)
- Buena Vista Games (États-Unis)
- Buka Entertainment (Russie)
- Bulkypix (France)
- Bullet-Proof Software (États-Unis)
- Bungie Studios (États-Unis)
- Bushiroad (Japon)

## C
- C&E (Japon)
- Camerica (Canada)
- Canal+ Multimedia (France)
- Capcom (Japon)
- Capstone Software (États-Unis)
- Capybara Games (Canada)
- Cave (Japon)
- Cavedog Entertainment (États-Unis)
- CCP (Islande)
- CD Projekt (Pologne)
- cdv Software Entertainment (Allemagne)
- Cenega (pl) (Pologne)
- Centuri (États-Unis)
- Cheetah Mobile (Chine)
- ChessBase (Allemagne)
- Chucklefish (Royaume-Uni)
- Chunsoft (Japon)
- CI Games (Pologne)
- Cinematronics (États-Unis)
- Cipher Prime (États-Unis)
- CipSoft (Allemagne)
- Cobrasoft (France)
- Codemasters (Royaume-Uni)
- Coffee Stain Studios (Suède)
- Coktel Vision (France)
- Coleco (États-Unis)
- Collavier Corporation (Japon)
- Color Dreams (États-Unis)
- CommaVid (États-Unis)
- Commodore (États-Unis)
- Compile (Japon)
- Conspiracy Entertainment (États-Unis)
- Core Design (Royaume-Uni)
- Crave Entertainment (États-Unis)
- Creative Mobile (Estonie)
- CRL Group (Royaume-Uni)
- Cryo Interactive (France)
- Crystal Dynamics (États-Unis)
- Crytek (Allemagne)
- Culture Brain (Japon)
- Curve Digital (Royaume-Uni)
- Cyan Worlds (États-Unis)
- Cyanide (France)
- Cyberdreams (États-Unis)
- CyberStep (Japon)
- Cygames (Japon)

## D
- D3 Publisher (Japon)
- Daedalic Entertainment (Allemagne)
- Darewise (France)
- Data Becker (Allemagne)
- Data East (Japon)
- Datamost (États-Unis)
- Datasoft (États-Unis)
- Davilex Games (Pays-Bas)
- Daybreak Game Company (États-Unis)
- Dear Villagers (France)
- Deep Silver (Allemagne)
- Dejobaan Games (États-Unis)
- Delphine Software (France)
- Delta Tao Software (États-Unis)
- Destination Software (États-Unis)
- Devolver Digital (États-Unis)
- Digital Integration (Royaume-Uni)
- Digital Jesters (Royaume-Uni)
- Digital Pictures (États-Unis)
- Dinamic Software (Espagne)
- Discovery Software (États-Unis)
- Disney Interactive (États-Unis)
- Disney Interactive Media Group (États-Unis)
- Disney Interactive Studios (États-Unis)
- Disney Mobile Studios (États-Unis)
- Domark (Royaume-Uni)
- Don't Nod Entertainment (France)
- Dotemu (France)
- Double Damage Games (États-Unis)
- Double Fine Productions (États-Unis)
- Dovetail Games (Royaume-Uni)
- DreamCatcher Interactive (Canada)
- DreamWorks Interactive (États-Unis)
- dtp entertainment (Allemagne)
- Dynamic Games (Brésil)
- Dynamix (États-Unis)

## E
- EA Chillingo (Royaume-Uni)
- EA Sports (Canada)
- Edu-Ware (États-Unis)
- Eidos Interactive (États-Unis)
- Eighting (Japon)
- Electric Dreams Software (Royaume-Uni)
- Electronic Arts (États-Unis)
- Elite Systems (Royaume-Uni)
- Embracer Group (Suède)
- Emme Interactive (France)
- Empire Interactive (Royaume-Uni)
- En Masse Entertainment (États-Unis)
- Encore Software (États-Unis)
- Enix (Japon)
- Enlight Software (Chine)
- Enterbrain (Japon)
- Entertainment Software Publishing (Japon)
- Eon Digital Entertainment (Royaume-Uni)
- Epic Games (États-Unis)
- Epic Records Japan (Japon)
- Epoch (Japon)
- Epyx (États-Unis)
- Ère informatique (France)
- ESTsoft (Corée du Sud)
- Eugen Systems (France)
- Europress (Royaume-Uni)
- Eversim (France)
- Evolved Games (États-Unis)
- Examu (Japon)
- Exidy (États-Unis)
- Exkee (France)

## F
- Fabtek (États-Unis)
- Family Soft (Japon)
- Farlan Entertainment (Maurice)
- Fatshark (Suède)
- FDG Entertainment (Allemagne)
- Feral Interactive (Royaume-Uni)
- Firemonkeys Studios (Australie)
- Firesquid Games (France)
- Fishtank Interactive (Allemagne)
- Focus Home Interactive (France)
- FormGen (Canada)
- Fox Interactive (États-Unis)
- FoxNext (États-Unis)
- France Image Logiciel (France)
- Froggy Software (France)
- FromSoftware (Japon)
- Frontier Developments (Royaume-Uni)
- FTL Games (États-Unis)
- Funcom (Norvège)
- Funsoft (États-Unis)
- FuRyu (Japon)

## G
- G2 Games (États-Unis)
- Gaelco (Espagne)
- Game Arts (Japon)
- Game Bakers, The (France)
- Game Factory, The (Danemark)
- Game&game (Corée du Sud)
- Gameforge (Allemagne)
- Gameloft (France)
- Game Studios (États-Unis)
- GameTek (États-Unis)
- Garena (Singapour)
- Gargoyle Games (Royaume-Uni)
- Gathering of Developers (États-Unis)
- Gaumont Multimédia (France)
- Gearbox Software (États-Unis)
- Genki (Japon)
- Ghostlight (Japon)
- Global Star Software (États-Unis)
- Glu Mobile (États-Unis)
- Good Shepherd Entertainment (Pays-Bas)
- Goodgame Studios (Allemagne)
- Got Game Entertainment (États-Unis)
- Gotham Games (États-Unis)
- GOTO Games (France)
- Grandslam Interactive (Royaume-Uni)
- Great (Japon)
- GREE (Japon)
- Greenwood Entertainment (Allemagne)
- Gremlin Graphics Software (Royaume-Uni)
- Gremlin Industries (États-Unis)
- Grolier Interactive (Royaume-Uni)
- GT Interactive Software (États-Unis)
- GT Value Products (États-Unis)
- GTE Entertainment (États-Unis)
- GungHo Online Entertainment (Japon)
- Gust (Japon)

## H
- HAL Laboratory (Japon)
- Halfbrick (Australie)
- Hamster (Japon)
- Harebrained Schemes (États-Unis)
- Hasbro Interactive (États-Unis)
- Hayden Software (États-Unis)
- Head Games Publishing (États-Unis)
- Headup Games (Allemagne)
- Hello Games (Royaume-Uni)
- Hewson Consultants (Royaume-Uni)
- Hi-Rez Studios (États-Unis)
- Hip Interactive (Canada)
- Hobby Japan (Japon)
- Hudson Soft (Japon)
- Human Entertainment (Japon)
- Humble Bundle (États-Unis)
- Humongous (États-Unis)

## I
- Iceberg Interactive (Pays-Bas)
- Id Software (États-Unis)
- Idea Factory (Japon)
- IGS (Taïwan)
- IJK Software (Royaume-Uni)
- Image & Form (Suède)
- Image Space Incorporated (États-Unis)
- Image Works (Royaume-Uni)
- Imagineer (Japon)
- Imperia Online JSC (Bulgarie)
- Impressions Games (États-Unis)
- In-Fusio (France)
- IncaGold (États-Unis)
- Index+ (France)
- Indie Built (États-Unis)
- indiePub (États-Unis)
- Infocom (États-Unis)
- Infogrames Entertainment (France)
- Infogrames Interactive (États-Unis)
- Infogrames North America (États-Unis)
- Infomedia (France)
- Information Global Service (Japon)
- InnoGames (Allemagne)
- Interactive Magic (États-Unis)
- Interactive Television Entertainment (Danemark)
- Interchannel (Japon)
- Interplay Entertainment (États-Unis)
- Interstel (États-Unis)
- Intracorp Entertainment (États-Unis)
- Introversion Software (Royaume-Uni)
- Inti Creates (Japon)
- inXile Entertainment (États-Unis)
- IQ Media (Suède)
- Iridon Interactive (Suède)
- Irem (Japon)

## J
- Jagex (Royaume-Uni)
- Jaleco (Japon)
- Jorudan (Japon)
- JoWooD Entertainment (Autriche)
- Just Flight (Royaume-Uni)
- Just for Games (France)

## K
- Kadokawa Games (Japon)
- Kaga Create (Japon)
- Kairosoft (Japon)
- Kalypso Media (Allemagne)
- Kaneko (Japon)
- Kemco (Japon)
- Ketchapp (France)
- Kiddinx (Allemagne)
- King (Royaume-Uni)
- Klei Entertainment (Canada)
- Kobojo (France)
- Koei (Japon)
- Koei Tecmo (Japon)
- Konami (Japon)
- Krafton (Corée du Sud)
- Krome Studios Melbourne (Australie)

## L
- Lankhor (France)
- Larian Studios (Belgique)
- Last Day of Work (États-Unis)
- LCG Entertainment (États-Unis)
- Learning Company, The (États-Unis)
- Legacy Interactive (États-Unis)
- Legend Entertainment Company (États-Unis)
- Lego Interactive (États-Unis)
- Leland Corporation (États-Unis)
- Lemon Interactive (Pologne)
- Level-5 (Japon)
- Lexis Numérique (France)
- Lighthouse Interactive (Pays-Bas)
- Linden Lab (États-Unis)
- LJN (États-Unis)
- Llamasoft (Royaume-Uni)
- Loriciel (France)
- Lomay studio (Madagascar)
- LucasArts (États-Unis)

## M
- M. C. Lothlorien (Royaume-Uni)
- MacPlay (États-Unis)
- MacSoft Games (États-Unis)
- Madfinger Games (Tchéquie)
- Magical Company (Japon)
- Majesco Entertainment (États-Unis)
- Malfador Machinations (États-Unis)
- MangaGamer (Japon)
- Marvel Games (États-Unis)
- Marvelous (Japon)
- Marvelous Entertainment (Japon)
- Marvelous USA (États-Unis)
- Matrix Games (Royaume-Uni)
- Masaya (Japon)
- Mastertronic (Royaume-Uni)
- Mattel Electronics (États-Unis)
- Maxis (États-Unis)
- MC2 France (France)
- Melbourne House (Australie)
- Meridian4 (Canada)
- Merscom (États-Unis)
- Metro3D (États-Unis)
- MGM Interactive (États-Unis)
- Mi-Clos Studio (France)
- Micro Application (France)
- Microfolie's (France)
- Microids (France)
- Micronet co., Ltd. (Japon)
- MicroProse (États-Unis)
- Microsoft (États-Unis)
- Midas Interactive Entertainment (Pays-Bas)
- Midway Games (États-Unis)
- Mikengreg (États-Unis)
- Milestone Interactive (Italie)
- Millennium Interactive (États-Unis)
- Milton Bradley Company (États-Unis)
- Mindscape (États-Unis)
- Mirrorsoft (Royaume-Uni)
- Mitchell Corporation (Japon)
- Mojang (Suède)
- Molleindustria (Italie)
- Monolith Productions (États-Unis)
- Monte Cristo Multimedia (France)
- Montparnasse Multimedia (France)
- Moonstone (Japon)
- MOSS (Japon)
- Motion Twin (France)
- MTO (Japon)
- MTV Games (États-Unis)
- Muse Software (États-Unis)
- Mystique (États-Unis)

## N
- Namco (Japon)
- Natsume (Japon)
- Navel (Japon)
- Navigo (Allemagne)
- NBCUniversal Entertainment Japan (Japon)
- NCS Corporation (Japon)
- NCsoft (Corée du Sud)
- Neko Entertainment (France)
- NeocoreGames (Hongrie)
- Neowiz Games (Corée du Sud)
- NetEase (Chine)
- New World Computing (États-Unis)
- Nexon (Japon)
- ngmoco (États-Unis)
- Niantic (États-Unis)
- Nicalis (États-Unis)
- Nightdive Studios (États-Unis)
- Nihon Bussan (Japon)
- Nihon Falcom (Japon)
- NimbleBit (États-Unis)
- Nintendo (Japon)
- Nippon Ichi Software (États-Unis)
- Nitroplus (Japon)
- Nival Interactive (Russie)
- Nova Productions (Royaume-Uni)
- NovaLogic (États-Unis)
- Now Production (Japon)
- Nobilis (France)

## O
- O3 Entertainment (États-Unis)
- Oasys Mobile (États-Unis)
- Ocean Software (Royaume-Uni)
- Octagon Entertainment (États-Unis)
- Oculus (États-Unis)
- Omnitrend Software (États-Unis)
- On Deck Interactive (États-Unis)
- On-Line Systems (États-Unis)
- One Stop Direct (Royaume-Uni)
- Opal Games (France)
- Origin Systems (États-Unis)
- Outfit7 (Royaume-Uni)
- Oxygen Games (Royaume-Uni)

## P
- Pack-In-Video (Japon)
- Palace Software (Royaume-Uni)
- PAN Interactive (Suède)
- Pangea Software (États-Unis)
- Panasonic Interactive Media (États-Unis)
- Paradox Interactive (Suède)
- Paramount Digital Entertainment (États-Unis)
- Penguin Software (États-Unis)
- Perfect World (Chine)
- Personal Software Services (Royaume-Uni)
- Petit Ferret (Japon)
- Philips Media (États-Unis)
- Pixel Federation (Slovaquie)
- PixelHeart (France)
- Plarium (Israël)
- Playdigious (France)
- Playlogic Entertainment (Pays-Bas)
- Playmore (Japon)
- Plug In Digital (France)
- Pokémon Company, The (Japon)
- Pony Canyon (Japon)
- PopCap Games (États-Unis)
- Portkey Games (Royaume-Uni)
- Positech Games (Royaume-Uni)
- PQube (Royaume-Uni)
- Pretty Simple (France)
- Private Division (États-Unis)
- Psikyo (Japon)
- Psygnosis (Royaume-Uni)
- Psyonix (États-Unis)
- PUBG Corporation (Corée du Sud)
- Purple Moon (États-Unis)

## Q
- Q-Games (Japon)
- Quantic Dream (France)
- Quantum Quality Productions (États-Unis)

## R
- Rage Software (Royaume-Uni)
- Rare (Royaume-Uni)
- Rainbow Arts (Allemagne)
- Rainbow Production (France)
- Ravensburger Interactive (Allemagne)
- RAW Entertainment (États-Unis)
- Raw Fury (Suède)
- ReadySoft Incorporated (Canada)
- Reality Squared Games (Chine)
- Realtime Associates (États-Unis)
- Rebellion Developments (Royaume-Uni)
- Red Barrels (Canada)
- Red Entertainment (Japon)
- Red Orb Entertainment (États-Unis)
- Red Storm Entertainment (États-Unis)
- RedOctane (États-Unis)
- Reef Entertainment (Royaume-Uni)
- Renegade Software (Royaume-Uni)
- Renovation Products (États-Unis)
- Riot Games (États-Unis)
- Ripcord Games (États-Unis)
- Rising Star Games (Royaume-Uni)
- Rockstar Games (États-Unis)
- Romstar (États-Unis)
- Rovio Entertainment (Finlande)
- Russobit-M (Russie)

## S
- Sammy (Japon)
- Sanritsu Denki (Japon)
- Scavenger (États-Unis)
- SCi Entertainment (Royaume-Uni)
- Scimob (France)
- Scopely (États-Unis)
- SdLL (France)
- Sega (Japon)
- Sega of America (États-Unis)
- SegaSoft (États-Unis)
- Seta (Japon)
- Serenity Forge (États-unis)
- Shin'en Multimedia (Allemagne)
- Shiro Games (France)
- Shrapnel Games (États-Unis)
- Shūeisha (Japon)
- Sierra Entertainment (États-Unis)
- Simon & Schuster Interactive (États-Unis)
- SIMS Co. (Japon)
- Simulations Canada (Canada)
- Sir-Tech (États-Unis)
- Sirius Software (États-Unis)
- Slash (États-Unis)
- Small Rockets (Royaume-Uni)
- Snail (Chine)
- SNK (Japon)
- SNK Playmore (Japon)
- Société occitane d'électronique (France)
- Soft Vision (Royaume-Uni)
- Softdisk (États-Unis)
- Sony Interactive Entertainment (États-Unis)
- Sony Online Entertainment (États-Unis)
- SouthPeak Games (États-Unis)
- Spectrum HoloByte (États-Unis)
- Spiderweb Software (États-Unis)
- Spike (Japon)
- Spike Chunsoft (Japon)
- Square (Japon)
- Square Enix (Japon)
- Stardock (États-Unis)
- Stern Electronics (États-Unis)
- Strategic Simulations (États-Unis)
- Strategic Studies Group (Australie)
- Strategy First (Canada)
- SubLogic (États-Unis)
- Success (Japon)
- Sulake (Japon)
- Sumo Digital (Royaume-Uni)
- Sunflowers (Allemagne)
- Sunsoft (Japon)
- Supercell (Finlande)
- Swing! Entertainment (Allemagne)
- Synapse Software (États-Unis)
- System 3 (Royaume-Uni)

## T
- T&E Soft (Japon)
- TAD (Japon)
- Taito (Japon)
- Takara Tomy (Japon)
- Take-Two Interactive (États-Unis)
- Tale of Tales (Belgique)
- TalonSoft (États-Unis)
- Tapulous (États-Unis)
- Taxan (Royaume-Uni)
- T-Bull (Pologne)
- TDK Mediactive Europe (Allemagne)
- TDK Mediactive Inc. (États-Unis)
- Team17 (Royaume-Uni)
- Techland (Pologne)
- Technōs Japan (Japon)
- Tecmo (Japon)
- Telecomsoft / Firebird / Silverbird / Rainbird (Royaume-Uni)
- Telenet Japan (Japon)
- Telltale Games (États-Unis)
- Telstar (Royaume-Uni)
- Tencent Holdings (Chine)
- Tengen (États-Unis)
- Teque Software (Royaume-Uni)
- Thalion Software (Allemagne)
- Thinking Rabbit (Japon)
- THQ (États-Unis)
- THQ Nordic (Autriche)
- Three Melons (Argentine)
- Three-Sixty Pacific (États-Unis)
- Tiertex Design Studios (Royaume-Uni)
- Time Warner Interactive (États-Unis)
- tinyBuild Games (États-Unis)
- Titus Interactive (France)
- Toaplan (Japon)
- Toca Boca (Suède)
- Tokuma Shoten (Japon)
- Tomahawk (France)
- Tommo (États-Unis)
- Tonkin House (Japon)
- TopWare Interactive (Allemagne)
- Towa Chiki (Japon)
- Tradewest (États-Unis)
- Tradewest Digital (Royaume-Uni)
- Tradewest Games (France)
- Tripwire Interactive (États-Unis)
- TT Games (Royaume-Uni)

## U
- U.S. Gold (États-Unis)
- Ubisoft (France)
- UFO Interactive (États-Unis)
- UK Gold (États-Unis)
- Ultimate Play the Game (Royaume-Uni)
- Ultra Software (États-Unis)
- Uniana (Corée du Sud)
- Universal Entertainment (Japon)
- Universal Interactive (États-Unis)
- UPL (Japon)
- UTV Ignition Games (Royaume-Uni)
- UTV Indiagames (Inde)
- UTV True Games (États-Unis)

## V
- ValuSoft (États-Unis)
- Vatical Entertainment (États-Unis)
- Valve (États-Unis)
- Verant Interactive (États-Unis)
- Versus Evil (États-Unis)
- Viacom Multimedia (États-Unis)
- Vic Tokai (États-Unis)
- Victor Entertainment (Japon)
- Victor Interactive Software (Japon)
- Video System (Japon)
- Virgin Interactive (Royaume-Uni)
- Virtual Programming (Royaume-Uni)
- Vivendi Games (États-Unis)
- VIZ Media (Japon)
- Vlambeer (Pays-Bas)
- Voodoo (France)

## W
- Wadjet Eye Games (États-Unis)
- Wanadoo Edition (France)
- Wargaming.net (Biélorussie)
- Warner Bros. Interactive Entertainment (États-Unis)
- Warner Interactive Entertainment (Royaume-Uni)
- WayForward Technologies (États-Unis)
- Webzen (Corée du Sud)
- Wemade Entertainment (Corée du Sud)
- WildTangent (États-Unis)
- Williams Electronics Games (États-Unis)
- Windmill Software (Canada)
- Winkysoft (Japon)
- Wisdom Tree (États-Unis)
- WizardWorks Group, The (États-Unis)
- WizardWorks Software (États-Unis)
- Wolf Team (Japon)
- Working Designs (États-Unis)
- WMS Industries (États-Unis)

## X
- Xicat Interactive (États-Unis)
- Xbox Game Studios (États-Unis)
- XS Games (États-Unis)
- XSEED Games (États-Unis)

## Y
- Yamasa (Japon)
- Yanoman (Japon)
- Yuke's (Japon)
- Yutaka (Japon)

## Z
- Zachtronics (États-Unis)
- Zallag (France)
- Zen Studios (Hongrie)
- ZeniMax Media (États-Unis)
- Zimag (États-Unis)
- Zoo (Japon)
- Zoo Digital Publishing (Royaume-Uni)
- Zoo Games (États-Unis)
- Zushi Games (Royaume-Uni)
- Zuxxez Entertainment (Allemagne)
- Zynga (États-Unis)